# Diploglena arida
Espèce
Diploglena arida est une espèce d'araignées aranéomorphes de la famille des Caponiidae.

## Distribution
Cette espèce en Afrique du Sud au Cap-du-Nord et en Namibie,.

## Description
Diploglena arida compte deux yeux.
Les mâles mesurent de 6,10 à 6,75 mm et les femelles de 7,20 à 7,30 mm.

## Publication originale
- Haddad, 2015 : « A revision of the southern African two-eyed spider genus Diploglena (Araneae: Caponiidae). » African Invertebrates, vol. 56, no 2, p. 343-363.